# Samia luzonica
Samia luzonica är en fjärilsart som beskrevs av Watson 1913. Samia luzonica ingår i släktet Samia och familjen påfågelsspinnare. Inga underarter finns listade.